# Dwór w Rogowie Legnickim
Dwór w Rogowie Legnickim (niem. Schloss Rogau) –  zabytkowy dwór wybudowany z XVIII/XIX  w. w Rogowie Legnickim.
Dwór zburzony podczas II wojny światowej.